# Église Saint-Michel de Puimoisson
L’église Saint-Michel est une église située à Puimoisson, dans le département des Alpes-de-Haute-Provence.

## Histoire

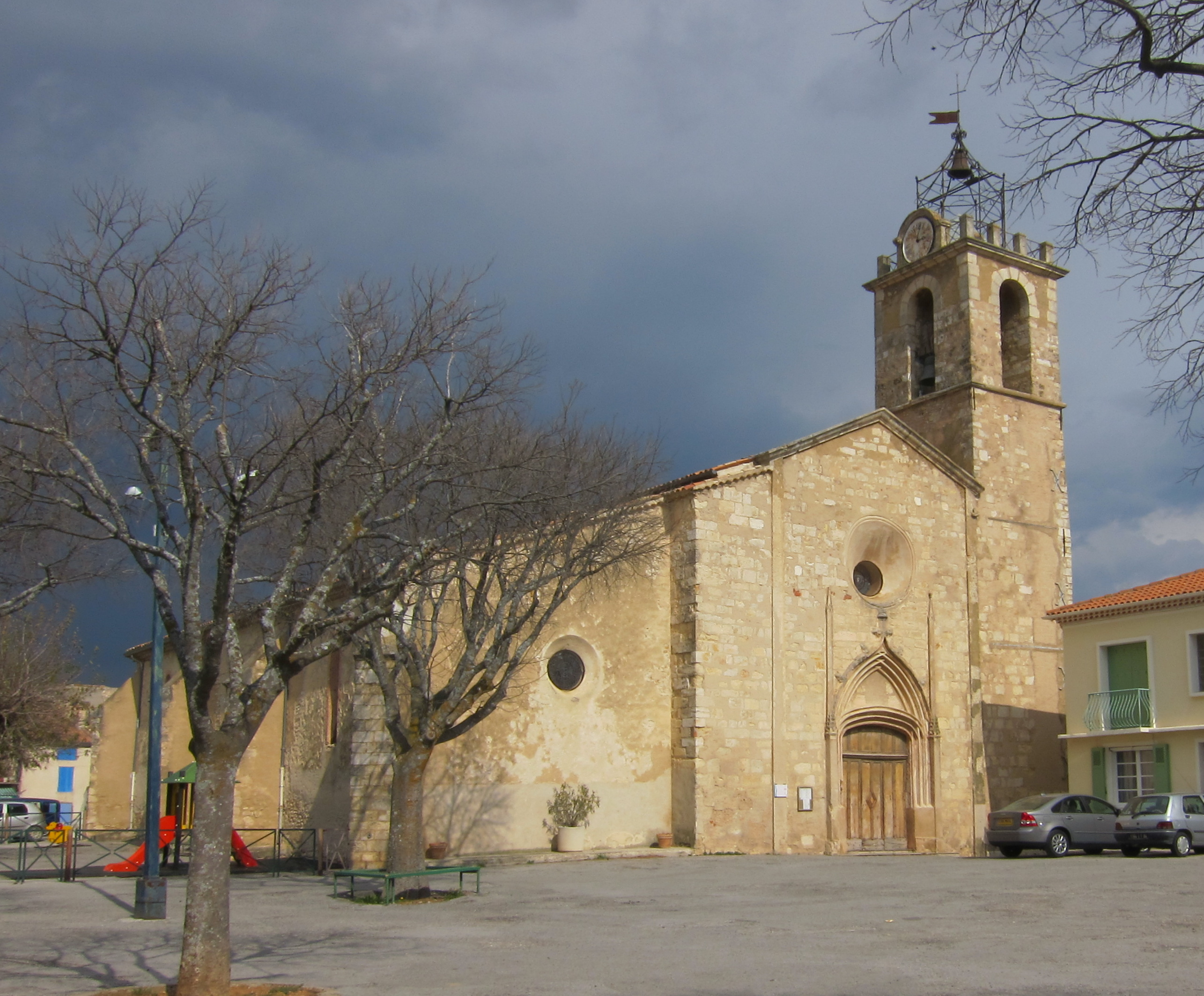
Façade sud-sud-ouest.

L’église paroissiale est placée sous le vocable de saint Michel.
L'église est inscrite au titre des monuments historiques par arrêté du 15 mai 1926.

## Architecture
L’Église est de style gothique, son portail relevant du gothique flamboyant, construite au XVIe siècle. L’ornementation de l’arc triomphal (chevrons et esses) date de l’époque de construction.